# Si Ahmed Boubia
 (août 2013).
Si Ahmed Boubia est un nationaliste, résistant et historien marocain, né à Khémisset en 1920 et mort à Kénitra en 1978.

## Biographie
C’est pendant ses études à l’Université Al Quaraouiyine de Fès qu’il a organisé avec ses camarades la célèbre manifestation de Khémisset du 22 octobre 1937 contre la politique coloniale française et contre le Dahir berbère, manifestation qui était à l’origine d’un mouvement de solidarité populaire dans d’autres contrées du Maghreb selon le témoignage même du Président tunisien Habib Bourguiba. Condamné à une peine de prison de deux ans et assigné à résidence par les autorités du protectorat, il a réussi à participer plus tard activement au mouvement nationaliste marocain qui a conduit à la fin du protectorat en 1955. Après l’indépendance, il s’est engagé dans la vie politique du Maroc.
Son livre sur l’histoire de la résistance marocaine au colonialisme français et sur le rôle particulier qu’ont joué les tribus amazighes a été édité par l’université Mohammed V de Rabat. La publication des manuscrits légués a été préparée et réalisée par son fils Fawzi Boubia avec le concours d’éminents historiens marocains.